# یواس‌اس الشین (ای‌کی‌ای-۵۵)
یواس‌اس الشین (ای‌کی‌ای-۵۵) (به انگلیسی: USS Alshain (AKA-55)) یک کشتی بود که طول آن ۴۵۹ فوت ۲ اینچ (۱۳۹٫۹۵ متر) بود. این کشتی در سال ۱۹۴۴ ساخته شد.